# HB Grandi
HB Grandi — исландская рыболовная компания, самая крупная в стране. Штаб-квартира располагается в Рейкьявике. Компания основана слиянием компаний Grandi (Рейкьявик) и Haraldur Böðvarsson (Акранес) 1 января 2004 года. Позднее, в этом же году, компания объединилась с Tangi и Svanur RE-45. Компания владеет фабриками в Рейкьявике, Акранесе и Вопнафьордюре. HB Grandi поставляет всю свою продукцию в Европу.

## Руководители
HB Grandi — это Открытое Акционерное Общество с примерно 600 акционерами.
- Арни Вильхьяульмссон — Председатель
- Кристьян Лофтссон — Заместитель председателя
- Ханна Аусгейрсдоуттир — Заместитель
- Эггерт Бенедикт Гвюдмюндссон — CEO
- Йонас Гюдбьёднссон — финансовый менеджер
- Свавар Сваварссон — менеджер по маркетингу
- Торфи Торстейннссон — руководитель производства
- Вильялмюр Вильхьяульмссон — менеджер по комплектованию ассортимента
- Хатльдоур Тейтссон
- Йоуханн Хьяртарсон
- Ида Брау Бенедихтсдоуттир
- Рунар Тор Стефаунссон